# Arte hecho por animales
El arte hecho por animales se refiere a obras de arte creadas por animales no humanos. Varias obras de arte fueron creadas por primates, elefantes, reptiles, aves de emparrado, y otros animales.

## Derechos de autor

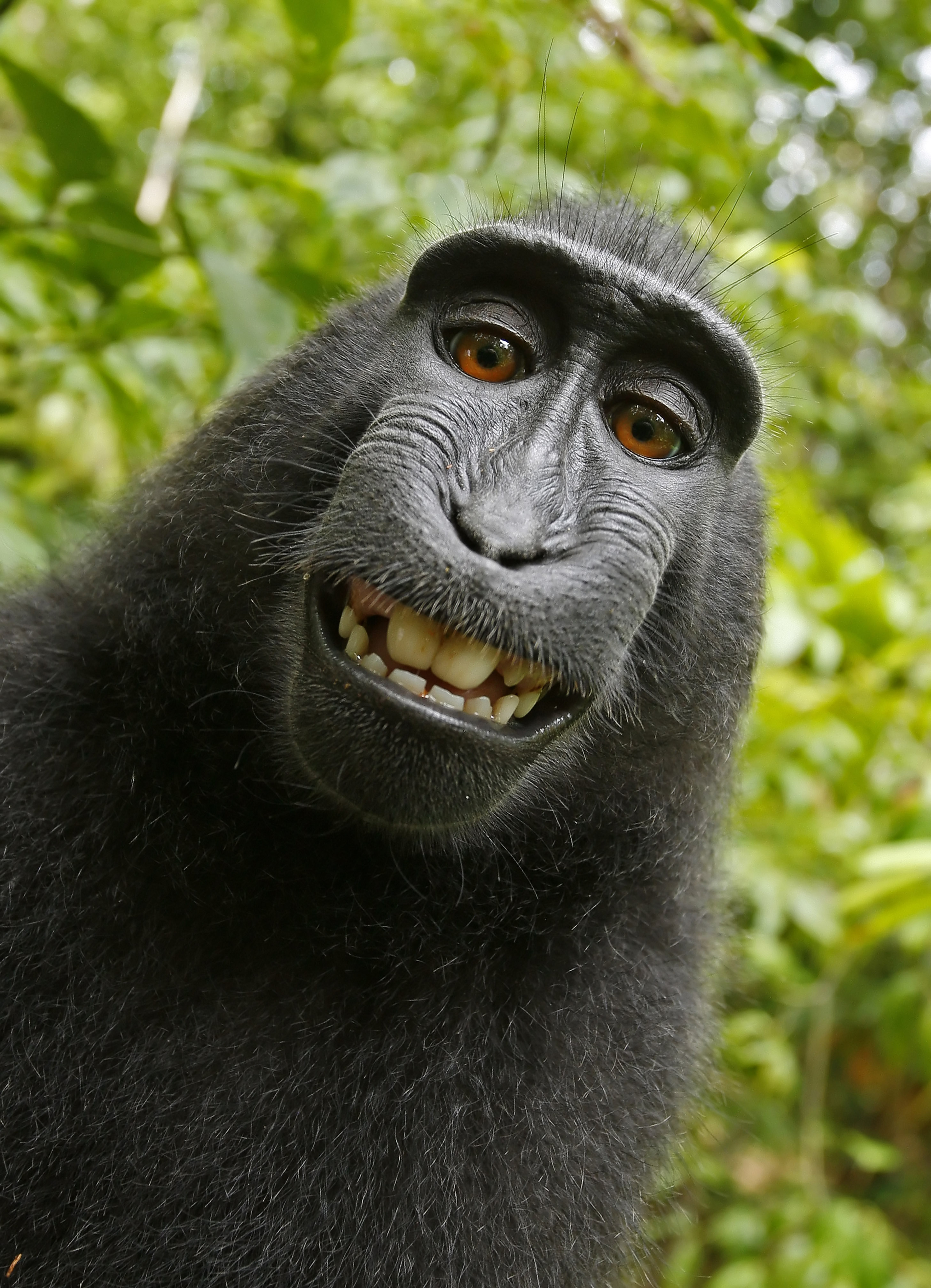
El caso de la autofoto de la macaca planteaba la cuestión de derechos de autor de una fotografía hecha por un animal no humano.

El derecho de autor de una obra de arte normalmente es de su autor. En los casos en los que una obra artística es creada por un animal, los especialistas en propiedad intelectual Mary M. Luria y Charles Swan han argumentado que ni el humano que provee el equipo ni el dueño del animal (cuando es aplicable), pueden poseer derechos de autor sobre una obra producida por un animal. En estos casos, el trabajo del animal no es una creación intelectual humana, que es un requisito legal.
El asunto de la propiedad de los derechos de autor para fotografías creadas por animales tiene un caso de prueba de mediados de 2014: La autofoto de la macaca. El equipo perteneciente al fotógrafo de la naturaleza David Slater fue usado por un macaco negro crestado, en la reserva natural Tangkoko Batuangus en Indonesia, para tomar una serie de autorretratos. Slater exigió derechos de autor sobre la imagen, argumentando que él había preparado la situación (aunque antes había declarado que fue por accidente). Otros individuos y organizaciones, sin embargo, argumentaron que las fotografías, como fruto del trabajo de un animal no humano, pertenecían al dominio público. Slater declaró que la subida de las imágenes a Wikimedia Commons, un repositorio contenidos libres, le había costado más de £ 10 000 en ganancias perdidas; intentó (sin éxito) que las fotos sean removidas.  En agosto de 2014, la Oficina del Derecho de Autor de los Estados Unidos clarificó sus reglas para que indiquen explícitamente que los elementos creados por no-humanos no podían ser sujetos a la protección de los derechos de autor, e incluyó en los ejemplos una "fotografía tomada por un mono", que parecería hacer referencia a este caso.